# الکسان (کمون)
الکسان (به فرانسوی: Alexain) یک کمون در فرانسه است که در canton of Mayenne-Ouest واقع شده‌است. الکسان ۱۶٫۲۴ کیلومتر مربع مساحت دارد ۱۴۰ متر بالاتر از سطح دریا واقع شده‌است.